# Анналонг
Анналонг (англ. Annalong, ирл. Áth na Long) — деревня в районе Ньюри и Мурн, находящаяся в графстве Даун Северной Ирландии. Согласно переписи 2001 года, здесь живёт 1778 человек. Деревня с 1880-х экспортировала гранитную отделку, а сейчас является рыболовецким и туристическим центром. Начальная школа и Ассоциация по вопросам социального развития были созданы здесь в 1994 году.
Местная мельница была построена в XIX веке и работала до 1960-х, став одной из последних работавших мельниц Северной Ирландии .